# Synaphea otiostigma
Synaphea otiostigma är en tvåhjärtbladig växtart som beskrevs av Alexander Segger George. Synaphea otiostigma ingår i släktet Synaphea och familjen Proteaceae. Inga underarter finns listade i Catalogue of Life.